# Кубок Інтертото 2004
10-й розіграш Кубку Інтертото 2004, що проводився під егідою УЄФА, пройшов із 19 червня по 24 серпня 2004 року. Усього брала участь 61 команда. Жеребкування відбулося 6 квітня 2004 року в штаб-квартирі УЄФА в Ньйоні, Швейцарія. Загалом було проведено 116 матчів, у яких забито 293 голів. Переможцями стали «Шальке 04», «Вільярреал», і «Лілль».

## Перший раунд
Загалом брали участь 42 клуби. Перші матчі зіграли 19—20 червня, матчі-відповіді — 26—27 червня.
| Команда 1                   | Заг.     | Команда 2           | 1-й матч | 2-й матч |
| --------------------------- | -------- | ------------------- | -------- | -------- |
| Гіберніанс                  | 2:4      | Славен Белупо       | 2:1      | 0:3      |
| Аберіствіт Таун             | 0:4      | Дінабург            | 0:0      | 0:4      |
| Есб'єрг                     | 7:1      | НСІ Рунавік         | 3:1      | 4:0      |
| Етнікос (Ахна)              | 2:10     | Вардар              | 1:5      | 1:5      |
| Шопрон                      | 2:3      | Тепліце             | 1:0      | 1:3      |
| Спартак (Трнава)            | 4:4 (вг) | Дебрецен            | 3:0      | 1:4      |
| Цельє                       | 2:2 (вг) | Слобода (Тузла)     | 2:1      | 0:1      |
| Корк Сіті                   | 4:1      | Мальме              | 3:1      | 1:0      |
| Ветра                       | 4:0      | Транс (Нарва)       | 3:0      | 1:0      |
| Оденсе                      | 7:0      | Балліміна Юнайтед   | 0:0      | 7:0      |
| Влазнія                     | 4:2      | Хапоель (Беер-Шева) | 1:2      | 3:0      |
| Сан-Жулія                   | 0:11     | Смедерево           | 0:8      | 0:3      |
| Брегенц                     | 1:5      | Хазар Університеті  | 0:3      | 1:2      |
| Гент                        | 3:1      | Фількір             | 2:1      | 1:0      |
| Одра (Водзіслав-Шльонський) | 1:2      | Динамо (Мінськ)     | 1:0      | 0:2      |
| Тун                         | 2:0      | Глорія (Бистриця)   | 2:0      | 0:0      |
| МюПа                        | 3:4      | Фастав (Злін)       | 1:1      | 2:3      |
| Марек (Дупниця)             | 2:0      | Діла                | 0:0      | 2:0      |
| Спартак (Москва)            | 2:1      | Атлантас            | 2:0      | 0:1      |
| Теута                       | 0:4      | ЗТС Дубниця         | 0:0      | 0:4      |
| Гревенмахер                 | 1:1 (вг) | Тампере Юнайтед     | 1:1      | 0:0      |

## Другий раунд
Загалом брали участь 32 клуби, з яких 21 переможець першого раунду. Перші матчі зіграли 3—4 липня, матчі-відповіді — 10—11 липня.
| Команда 1        | Заг.           | Команда 2          | 1-й матч | 2-й матч |
| ---------------- | -------------- | ------------------ | -------- | -------- |
| Оденсе           | 0:5            | Вільярреал         | 0:3      | 0:2      |
| Тепліце          | 1:4            | Шинник             | 1:2      | 0:2      |
| ЗТС Дубниця      | 1:7            | Слован (Ліберець)  | 1:2      | 0:5      |
| Вестерло         | 0:3            | Фастав (Злін)      | 0:0      | 0:3      |
| Гіберніан        | 1:2            | Ветра              | 1:1      | 0:1      |
| Спартак (Москва) | 5:1            | Камен Інград       | 4:1      | 1:0      |
| Спартак (Трнава) | 3:1            | Слобода (Тузла)    | 2:1      | 1:0      |
| Вардар           | 1:1 (пен. 4:3) | Гент               | 1:0      | 0:1 (дч) |
| Славен Белупо    | 2:1            | Влазнія            | 2:0      | 0:1      |
| НЕК              | 0:1            | Корк Сіті          | 0:0      | 0:1      |
| Есб'єрг          | 2:1            | Ніцца              | 1:0      | 1:1      |
| Вольфсбург       | 3:7            | Тун                | 2:3      | 1:4      |
| ОФК Белград      | 5:1            | Дінабург           | 3:1      | 2:0      |
| Генк             | 5:1            | Марек (Дупниця)    | 2:1      | 3:0      |
| Тампере Юнайтед  | 3:1            | Хазар Університеті | 3:0      | 0:1      |
| Динамо (Мінськ)  | 4:3            | Смедерево          | 1:2      | 3:1 дч   |

## Третій раунд
Загалом брали участь 24 клуби, з яких 16 переможців другого раунду. Перші матчі зіграли 17—18 липня, матчі-відповіді — 24 липня.
| Команда 1         | Заг.     | Команда 2           | 1-й матч | 2-й матч |
| ----------------- | -------- | ------------------- | -------- | -------- |
| Генк              | 2:2 (вг) | Боруссія (Дортмунд) | 0:1      | 2:1      |
| Тун               | 3:5      | Гамбург             | 2:2      | 1:3      |
| Шинник            | 2:6      | Уніан Лейрія        | 1:4      | 1:2      |
| Шальке 04         | 7:1      | Вардар              | 5:0      | 2:1      |
| Слован (Ліберець) | 2:1      | Рода (Керкраде)     | 1:0      | 1:1 дч   |
| Лілль             | 4:3      | Динамо (Мінськ)     | 2:1      | 2:2      |
| Славен Белупо     | 2:2 (вг) | Спартак (Трнава)    | 0:0      | 2:2      |
| Фастав (Злін)     | 4:4 (вг) | Атлетіко (Мадрид)   | 2:4      | 2:0      |
| Вільярреал        | 3:2      | Спартак (Москва)    | 1:0      | 2:2      |
| Ветра             | 1:5      | Есб'єрг             | 1:1      | 0:4      |
| Нант              | 4:2      | Корк Сіті           | 3:1      | 1:1      |
| Тампере Юнайтед   | 0:1      | ОФК Белград         | 0:0      | 0:1      |

## Півфінал
Перші матчі зіграли 28 липня, матчі-відповіді — 4 серпня.
| Команда 1         | Заг.     | Команда 2         | 1-й матч | 2-й матч |
| ----------------- | -------- | ----------------- | -------- | -------- |
| Есб'єрг           | 1:6      | Шальке 04         | 1:3      | 0:3      |
| ОФК Белград       | 1:5      | Атлетіко (Мадрид) | 1:3      | 0:2      |
| Генк              | 0:2      | Уніан Лейрія      | 0:0      | 0:2      |
| Вільярреал        | 2:0      | Гамбург           | 1:0      | 1:0      |
| Лілль             | 4:1      | Славен Белупо     | 3:0      | 1:1      |
| Слован (Ліберець) | 2:2 (вг) | Нант              | 1:0      | 1:2      |

## Фінал
Перші матчі зіграли 10 серпня, матчі-відповіді — 24 серпня.
| Команда 1  | Заг.           | Команда 2         | 1-й матч | 2-й матч |
| ---------- | -------------- | ----------------- | -------- | -------- |
| Лілль      | 2:0            | Уніан Лейрія      | 0:0      | 2:0 дч   |
| Шальке 04  | 3:1            | Слован (Ліберець) | 2:1      | 1:0      |
| Вільярреал | 2:2 (пен. 3:1) | Атлетіко (Мадрид) | 2:0      | 0:2 (дч) |